# Saut en hauteur féminin aux Jeux olympiques d'été de 1948
Navigation
Berlin 1936 Helsinki 1952
L'épreuve de saut en hauteur féminin aux Jeux olympiques d'été de 1948 s'est déroulée le 7 août 1948 au Stade de Wembley à Londres, au Royaume-Uni. Elle est remportée par l'Américaine Alice Coachman qui devient la première femme Noire à remporter l'or olympique.

## Résultats
L'Américaine Alice Coachman et la Britannique Dorothy Tyler passent toutes les deux la barre des 1,68 m mais Coachman réussi à passer la barre au premier essai contrairement à Tyler et est donc médaillée d'or. 
| Rang               | Athlète              | Pays        | Marque | Note |
| ------------------ | -------------------- | ----------- | ------ | ---- |
| Médaille d'or      | Alice Coachman       | États-Unis  | 1,68 m | OR   |
| Médaille d'argent  | Dorothy Tyler        | Royaume-Uni | 1,68 m | OR   |
| Médaille de bronze | Micheline Ostermeyer | France      | 1,61 m |      |
| 4                  | Vinton Beckett       | Jamaïque    | 1,58 m |      |
| 4                  | Doreen Dredge        | Canada      | 1,58 m |      |
| 6                  | Bertha Crowther      | Royaume-Uni | 1,58 m |      |
| 7                  | Ilse Steinegger      | Autriche    | 1,55 m |      |
| 8                  | Dora Gardner         | Royaume-Uni | 1,55 m |      |
| 9                  | Anne Iversen         | Danemark    | 1,50 m |      |
| 9                  | Simone Ruas          | France      | 1,50 m |      |
| 11                 | Carmen Phipps        | Jamaïque    | 1,50 m |      |
| 11                 | Bernice Robinson     | États-Unis  | 1,50 m |      |
| 11                 | Shirley Gordon       | Canada      | 1,50 m |      |
| 14                 | Anne-Marie Colchen   | France      | 1,40 m |      |
| 14                 | Emma Reed            | États-Unis  | 1,40 m |      |
| 14                 | Triny Bourkel        | Luxembourg  | 1,40 m |      |
| 17                 | Elizabeth Müller     | Brésil      | 1,40 m |      |
| 17                 | Olga Gyarmati        | Hongrie     | 1,40 m |      |
| 19                 | Elaine Silburn       | Canada      | 1,40 m |      |

## Légende
Records et Performances
- AR : Record continental (area record)
- CR : Record des championnats (championship record)
- MR : Record du meeting (meet record)
- NR : Record national (national record)
- OR : Record olympique (olympic record)
- PR : Record paralympique (paralympic record)
- PB : Record personnel (personal best)
- SB : Meilleure performance personnelle de la saison (season's best)
- WL : Meilleure performance mondiale de l'année (world leader)
- WJR : Record du monde junior (world junior record)
- WR : Record du monde (world record)

Circonstances et Conditions
- DNF : N'a pas terminé (did not finish)
- DNS : N'a pas pris le départ (did not start)
- DQ : Disqualification (disqualification)
- NM : Aucun essai valable enregistré (No Mark)
- Q : Qualifié « directement » au prochain tour (ou à la prochaine compétition), lors d'une compétition majeure, grâce au classement ou à la réalisation des minima (automatic qualifier)
- q : Qualifié au prochain tour (ou à la prochaine compétition), lors d'une compétition majeure, grâce au repêchage ou à la réalisation de l'une des meilleures performances parmi celles des « non qualifiés directement » (grâce au meilleur temps ou à la meilleure distance par exemple) (secondary qualifier)